# Gongqiriga
Gongqiriga (kinesiska: 公其日嘎, 公其日嘎乡) är en socken i Kina. Den ligger i den autonoma regionen Inre Mongoliet, i den norra delen av landet, omkring 360 kilometer väster om regionhuvudstaden Hohhot.
Genomsnittlig årsnederbörd är 367 millimeter. Den regnigaste månaden är juni, med i genomsnitt 75 mm nederbörd, och den torraste är januari, med 1 mm nederbörd.